# Biferno
Pour le fleuve, voir Biferno (fleuve).
Le biferno est un vin italien de la région Molise doté d'une appellation DOC depuis le 29 avril 1983. Seuls ont droit à la DOC les vins récoltés à l'intérieur de l'aire de production définie par le décret. 

## Aire de production
Les vignobles autorisés se situent en province de Campobasso dans les communes Campobasso, Campomarino, Colletorto, Mirabello Sannitico, Montenero di Bisaccia, Portocannone, Termoli, Rotello, San Giacomo degli Schiavoni et  Tufara. Les vignobles se situent sur des pentes sur une altitude de 550 – 600 m.

## Liste des vins
Sous l’appellation, les vins suivants sont autorisés :
- Biferno bianco, un vin blanc
- Biferno rosso, un vin rouge
- Biferno rosso riserva, un vin rouge de qualité supérieur
- Biferno rosato, un vin rosé